# 小行星1398
小行星1398（1398 Donnera）是一颗绕太阳运转的小行星，为主小行星带小行星。该小行星于1936年8月26日发现。
該小行星以芬蘭天文學家安德斯·唐納命名。

## 轨道参数
小行星1398的轨道半长轴为3.1548106 UA，离心率为0.111。